# Прудовка (остановочный пункт)
Прудовка — остановочный железнодорожный пункт Гомельского отделения Белорусской железной дороги на линии Бахмач — Новобелицкая, расположенный непосредственно севернее посёлка Высокий Хутор. 

## История
Остановочный пункт был открыт на действующей ж/д линии Бахмач—Новобелицкая Белорусской железной дороги. Осуществляются (О) продажа билетов на поезда местного следования без багажных операций. На топографической карте n-36-135 по состоянию местности на 1986 год обозначен. 

## Общие сведения
Остановочный пункт представлен двумя боковыми платформами. Имеет 2 пути. Есть пассажирский павильон.

## Пассажирское сообщение
Ежедневно станция принимает бывшие пригородные поезда — поезда региональных линий эконом-класса и городских линий сообщения Гомель—Тереховка, Гомель—Круговец, Гомель—Куток.